# ボー・ゴールドマン
ボー・ゴールドマン（Bo Goldman, 本名：Robert Goldman、1932年9月10日 - 2023年7月25日）は、アメリカ合衆国の脚本家。ニューヨーク出身。プリンストン大学卒業。

## 来歴
1975年、『カッコーの巣の上で』で第48回アカデミー脚色賞と第33回ゴールデングローブ賞脚本賞、1980年、『メルビンとハワード』で第53回アカデミー脚本賞、1992年、『セント・オブ・ウーマン/夢の香り』で第50回ゴールデングローブ賞 脚本賞を受賞するなど、彼の手がける脚本は高い評価を受けている。
2023年7月25日にカリフォルニア州ヘレンデールで死去。90歳没。

## 主な作品
- カッコーの巣の上で One Flew Over the Cuckoo's Nest (1975)
- ローズ The Rose (1979)
- メルビンとハワード Melvin and Howard (1980)
- ラグタイム Ragtime (1981) クレジットなし
- シュート・ザ・ムーン Shoot the Moon (1982)
- スイング・シフト Swing Shift (1984) クレジットなし
- フラミンゴキッド The Flamingo Kid (1984) クレジットなし
- リトル・ニキータ Little Nikita (1988)
- ディック・トレイシー Dick Tracy (1990) クレジットなし
- セント・オブ・ウーマン/夢の香り Scent of a Woman (1992)
- 訣別の街 City Hall (1996)
- ジョー・ブラックをよろしく Meet Joe Black (1998)
- パーフェクト ストーム The Perfect Storm (2000) クレジットなし
- ハリウッド・スキャンダル Rules Don't Apply (2016) 原案